# Róbert Rák
Róbert Rák (* 15. Januar 1978 in Rimavská Sobota) ist ein ehemaliger slowakischer Fußballspieler. Seine Schwester Viktória ist Schauspielerin.

## Vereinslaufbahn
Rák spielte in seiner Jugend für den MŠK Rimavská Sobota. In der A-Mannschaft von Rimavská Sobota spielte er mit 18 Jahren. Rák wurde von drei slowakischen Vereinen mindestens zweimal unter Vertrag genommen: MŠK Rimavská Sobota, MFK Ružomberok und zuletzt vom FC Nitra, wo er seit 2008 spielt. Zweimal hat er im Ausland gespielt: im ungarischen Diósgyőri VTK und im belarussischen FK Dinamo Minsk.
Seit der Saison 2012/2013 spielt er bei ATSV Ober-Grafendorf in Niederösterreich, wurde aber 2013 vom Verein entlassen, da er Spiele in der Slowakei manipulierte. Er wurde daraufhin vom Sportgerichtshof bis zum 30. April 2029 gesperrt.

## Erfolge
- Torschützenkönig der Corgoň liga: 
  - 2006 (zusammen mit Erik Jendrišek) mit 21 Toren,
  - 2010 mit 18 Toren